# Семейка Аддамс (персонажи)
Семе́йка А́ддамс (англ. The Addams Family) — группа персонажей, созданная в 1938 году американским художником Чарльзом Аддамсом для газетных комиксов, публиковавшихся в журнале The New Yorker. Комиксы о них выходили до смерти художника в 1988 году. Фамилия персонажам дана в честь создателя.
Истории о семейке Аддамс относятся к чёрному юмору: отображение «идеальной» американской семьи через призму сатиры. Большинство шуток основаны на «ненормальных» и часто шокирующих увлечениях семьи, которая искренне не понимает, что своим поведением и образом жизни вызывает у окружающих ужас и раздражение. Несмотря на чёрный юмор, Аддамсы показаны сплочённой и любящей семьёй, которая умышленно не желает другим людям никакого зла. В целом ряде историй члены семьи демонстрируют сверхъестественные способности, в первую очередь относящиеся к их невосприимчивости к боли или различным опасным или смертельным воздействиям.
Персонажи семейки Аддамс, стали героями трёх художественных фильмов, нескольких телесериалов и мультсериалов (первый телесериал выходил в 1964—1966 годах), мюзикла и видеоигр.

## Персонажи
Богатая семья Аддамсов, проживающая в огромном мрачном особняке в готическом стиле, включает следующих персонажей:
- глава семьи Гомес Аддамс, эксцентричный миллиардер испанского происхождения с пышными усами, гимнаст, фехтовальщик, курильщик сигар, страстный поклонник своей жены и разрушения игрушечных поездов;
- его супруга Мортиша (Мортиция, Morticia Addams), высокая худощавая женщина с бледной кожей в чёрном платье, внешне напоминающая вампира, умеет накладывать порчи и заклинания, выращивает ядовитые растения в своей оранжерее и любит своего мужа не меньше, чем он её;
- Дочь Уэнздей, всегда серьёзная девочка в наряде, напоминающем школьную форму, которая помешана на причинении другим людям боли и страданий и объектом «интереса» которой с точки зрения всевозможных «шуток» является её брат Пагсли;
- Сын Пагсли, внешне добродушный полный мальчик, жертва садистских «шуток» Уэнздей, который, однако, в итоге всегда остаётся после них цел и невредим;
- Дядя Фестер, старший брат Гомеса, полный лысый мужчина с бледной кожей и запавшими глазами, одетый в подобие монашеской рясы, обожающий игры с динамитом и всевозможные садистские развлечения, однако все свои идеи всегда пробует на себе самом;
- Бабушка (периодически выступает то как мать Гомеса и Фестера, то как мать Мортиши) — колдунья и гадалка, выглядящая как стереотипная ведьма.
- Ларч — огромный молчаливый мужчина, является дворецким и слугой семьи. Его образ скопирован с Чудовища Франкенштейна. Его «коронная» фраза: «Звали?» (англ. You rang?);
- Вещь — загадочный член семьи, иногда называемый «другом детства» Гомеса и представляющий собой живую кисть руки, общающуюся с другими языком жестов. Живёт в шкатулке; Её играет иногда правая рука актёра, а иногда левая.
- Кузен Итт — родственник, периодически навещающий семью. Он представляет собой комок шерсти с надетой поверх него шляпой и тёмными очками, издающий странный визг вместо речи. Однако, члены семьи Аддамс, в отличие от прочих людей, понимают его.

Периодически в историях об Аддамсах появляются и другие их родственники.
По словам самого Чарльза Аддамса, образ особняка Аддамсов был навеян архитектурой его родного города Уэстфилд в штате Нью-Джерси, где имеется много подобных заброшенных особняков XIX века. Имена персонажи получили только после написания сценария для первого телесериала. В изначальных газетных историях, которые часто состояли всего из одной «панели», их образы были неразвитыми, а характеры персонажей отличались от ставших впоследствии привычными: в частности, Уэнздей была куда более добродушной, а Бабушка изображалась как смешная и глупая.

## Адаптации
Телевидение:
- «Семейка Аддамс» — телесериал 1964—1966 годов, выходивший на ABC.
- «Семейка Аддамс» — мультсериал 1973 года, выходивший на NBC.
- «Хэллоуин с новой семейкой Аддамс» — телефильм 1977 года с актёрами оригинального сериала.
- «Семейка Аддамс» — мультсериал 1992—1993 годов, выходивший на ABC.
- «Новая семейка Аддамс» — телесериал 1998—1999 годов, выходивший на Fox Family.
- «Уэнздей» — сериал 2022 года, вышедший на стриминг-сервисе Netflix.

Кино:
- «Семейка Аддамс» — полнометражный фильм 1991 года.
- «Ценности семейки Аддамс» — полнометражный фильм 1993 года, продолжение фильма 1991 года.
- «Воссоединение семейки Аддамс» — полнометражный фильм 1998 года, вышедший сразу на видео и не связанный с предыдущими фильмами.
- «Семейка Аддамс» — полнометражный мультфильм 2019 года.
- «Семейка Аддамс: Горящий тур» — полнометражный мультфильм 2021 года, продолжение мультфильма 2019 года.

Видеоигры:
- Fester’s Quest[англ.] — видеоигра 1989 года для NES, основанная на телесериале 1964 года.
- The Addams Family — видеоигра 1992 года для множества игровых платформ, основанная на фильме 1991 года.
- The Addams Family: Pugsley’s Scavenger Hunt[англ.] — видеоигра 1992 года для SNES, NES и Game Boy, основанная на мультсериале 1992 года.
- Addams Family Values — видеоигра 1994 года для SNES и Sega Mega Drive, основанная на фильме 1993 года.
- The Addams Family Mystery Mansion — мобильная игра 2019 года для Android и iOS.
- The Addams Family: Mansion Mayhem — видеоигра 2021 года для PS4, Xbox One, Xbox Series X/S, Switch и PC.

Прочее:
- В 1972 году в мультсериале «Новые дела Скуби-Ду» вышла серия с семейкой Аддамс «Scooby-Doo Meets the Addams Family» (другое название «Wednesday is Missing»).
- В 1973 году на ABC планировалось варьете-шоу «Дом веселья семейки Аддамс» (англ. The Addams Family Fun House) с семейкой Аддамс и новой знаменитостью в каждом новом выпуске. Был снят только один эпизод, гостем был Джим Нэйборс.
- В 2010 году на Бродвее был поставлен мюзикл «Семейка Аддамс[англ.]».
- В 2013—2015 годах актриса Мелисса Хантер выпускала на YouTube скетч-сериал «Взрослая Уэнздей Аддамс» (англ. Adult Wednesday Addams). В коротких 3-5 минутных роликах были показаны различные зарисовки из жизни взрослой Уэнздей. Всего успело выйти 2 сезона. По мере того как сериал стал набирать популярность на него обратили внимание владельцы авторских прав на франшизу. Создатели фанатского сериала были обвинены в нарушении авторских прав. Сериал был закрыт и удалён с YouTube[8].

## Персонажи и актёры
| Экранизация                             | Гомес Аддамс  | Мортиша Аддамс    | Пагсли Аддамс  | Уэнздей Аддамс   | Фестер Аддамс   | Бабушка       | Ларч           | Вещь                      | Кузен Итт                 |
| --------------------------------------- | ------------- | ----------------- | -------------- | ---------------- | --------------- | ------------- | -------------- | ------------------------- | ------------------------- |
| Семейка Аддамс (1964—1966)              | Джон Эстин    | Кэролин Джонс     | Кен Везервакс  | Лиза Лоринг      | Джеки Куган     | Блоссом Рок   | Тед Кэссиди    | Тед Кэссиди / Джек Фоглин | Феликс Силла              |
| Новые дела Скуби-Ду (1972)              | Джон Эстин    | Кэролин Джонс     | Джоди Фостер   | Синди Хендерсон  | Джеки Куган     | Джанет Уолдо  | Тед Кэссиди    |                           | Джон Стефенсон            |
| Дом веселья семейки Аддамс (1973)       | Джек Райли    | Лиз Торрес        | Бутч Патрик    | Ноэль Фон Зонн   | Стабби Кэй      |               | Пэт МакКормик  |                           | Феликс Силла              |
| Семейка Аддамс (1973)                   | Ленни Вайнриб | Джанет Уолдо      | Джоди Фостер   | Синди Хендерсон  | Джеки Куган     | Джанет Уолдо  | Тед Кэссиди    |                           | Джон Стивенсон            |
| Хэллоуин с новой семейкой Аддамс (1977) | Джон Эстин    | Кэролин Джонс     | Кен Везервакс  | Лиза Лоринг      | Джеки Куган     | Джейн Роуз    | Тед Кэссиди    | Тед Кэссиди               | Феликс Силла              |
| Семейка Аддамс (1991)                   | Рауль Хулия   | Анжелика Хьюстон  | Джимми Уоркмэн | Кристина Риччи   | Кристофер Ллойд | Джудит Малина | Карел Стрёйкен | Кристофер Харт            | Джон Франклин             |
| Семейка Аддамс (1992—1993)              | Джон Эстин    | Нэнси Линари      | Джинни Элиас   | Деби Деррибери   | Рип Тейлор      | Кэрол Чэннинг | Джим Каммингс  |                           | Пэт Фрэли                 |
| Ценности семейки Аддамс (1993)          | Рауль Хулия   | Анжелика Хьюстон  | Джимми Уоркмэн | Кристина Риччи   | Кристофер Ллойд | Кэрол Кейн    | Карел Стрёйкен | Кристофер Харт            | Джон Франклин             |
| Воссоединение семейки Аддамс (1998)     | Тим Карри     | Дэрил Ханна       | Джерри Мессинг | Николь Фьюджер   | Патрик Томас    | Элис Гостли   | Карел Стрёйкен | Кристофер Харт            | Фил Фондакаро             |
| Новая семейка Аддамс (1998—1999)        | Глен Таранто  | Элли Харви        | Броди Смит     | Николь Фьюджер   | Майкл Робертс   | Бетти Филлипс | Джон ДеСантис  | Стивен Фокс               | Пол Добсон / Дэвид Майрэй |
| Семейка Аддамс (мюзикл, 2010)           | Нейтан Лейн   | Биби Нойвирт      | Адам Риглер    | Криста Родригес  | Кевин Чемберлин | Джеки Хоффман | Захарий Джеймс | Фред Инкли                | Фред Инкли                |
| Семейка Аддамс (2019)                   | Оскар Айзек   | Шарлиз Терон      | Финн Вулфхард  | Хлоя Грейс Морец | Ник Кролл       | Бетт Мидлер   | Конрад Вернон  |                           | Snoop Dogg                |
| Семейка Аддамс: Горящий тур (2021)      | Оскар Айзек   | Шарлиз Терон      | Джейвон Уолтон | Хлоя Грейс Морец | Ник Кролл       | Бетт Мидлер   | Конрад Вернон  |                           | Snoop Dogg                |
| Уэнздей (2022)                          | Луис Гусман   | Кэтрин Зета-Джонс | Айзек Ордоньес | Дженна Ортега    | Фред Армисен    |               | Джордж Бурси   | Виктор Доробанту          |                           |